# Royal Rumble (1992)
Royal Rumble 1992 est le cinquième Royal Rumble, pay-per-view de catch de la World Wrestling Entertainment. Il s'est déroulé le 19 janvier 1992 au Knickerbocker Arena de Albany à New York.

## Résultats
| #                                                          | Résultats | Stipulations                                           | Commentaires | Durée   |
| ---------------------------------------------------------- | --- | ------------------------------------------------------ | --- | ------- |
| Dark match                                                 | Chris Walker bat The Brooklyn Brawler par disqualification.                                                                    | Match simple                                           | - Brawler était disqualifié. | 4:17    |
| 1                                                          | The New Foundation (Owen Hart et Jim Neidhart) battent The Orient Express (Pat Tanaka et Kato) (avec Mr. Fuji)                 | Tag team match                                         | - Hart a effectué le tombé sur Tanaka après un Rocket Launcher. | 17:18   |
| 2                                                          | Roddy Piper bat The Mountie (c) (avec Jimmy Hart)                                                                              | Match simple pour le WWF Intercontinental Championship | - Piper l'emportait par KO quand il appliquait une sleeper hold sur Mountie. | 5:22    |
| 3                                                          | The Beverly Brothers (Blake et Beau) (avec The Genius) battent The Bushwhackers (Luke Williams et Butch Miller) (avec Jamison) | Tag team match                                         | - Blake a effectué le tombé sur Butch après un Double Axe Handle de Beau. - Après le match, The Bushwhackers tenaient le Genius et Jamison le frappait. | 14:56   |
| 4                                                          | Natural Disasters (Earthquake et Typhoon) battent Legion of Doom (c) (Hawk et Animal) par disqualification                     | Tag team match pour le WWF Tag Team Championship.      | - Pas de changement de titre | 9:24    |
| 5                                                          | Ric Flair a remporté le Royal Rumble 1992 et le WWF Championship                                                               | Royal Rumble match                                     | - Les deux derniers participants étaient Ric Flair et Sid Justice. Hulk Hogan, qui était juste éliminé par Sid, n'était pas heureux de ceci et le faisait savoir en attrapant le bras de Sid. Cette aide d'Hogan permettait à Flair d'éliminer Sid pour devenir le nouveau champion de la WWF. | 1:02:02 |
| (c) désigne le champion défendant son titre dans le match. | |                                                        | |         |

## Entrées et éliminations du Royal Rumble
Un nouvel entrant arrivait approximativement toutes les 2 minutes.
| #Entrée | Entrant             | #Élimination | Éliminé par               | Temps   |
| ------- | ------------------- | ------------ | ------------------------- | ------- |
| 1       | The British Bulldog | 7            | Ric Flair                 | 23:33   |
| 2       | Ted DiBiase         | 1            | The British Bulldog       | 1:18    |
| 3       | Ric Flair           | -            | Vainqueur                 | 1:00:02 |
| 4       | Jerry Sags          | 2            | The British Bulldog       | 1:06    |
| 5       | Haku                | 3            | The British Bulldog       | 1:51    |
| 6       | Shawn Michaels      | 9            | Tito Santana              | 15:46   |
| 7       | Tito Santana        | 10           | Shawn Michaels            | 13:55   |
| 8       | The Barbarian       | 11           | Hercules                  | 12:55   |
| 9       | The Texas Tornado   | 8            | Ric Flair                 | 9:20    |
| 10      | Repo Man            | 6            | The Big Boss Man          | 6:23    |
| 11      | Greg Valentine      | 5            | Repo Man                  | 4:12    |
| 12      | Nikolai Volkoff     | 4            | Repo Man                  | 1:03    |
| 13      | The Big Boss Man    | 13           | Ric Flair                 | 3:38    |
| 14      | Hercules            | 12           | The Big Boss Man          | 0:56    |
| 15      | Roddy Piper         | 26           | Sid Justice               | 34:06   |
| 16      | Jake Roberts        | 15           | Randy Savage              | 10:55   |
| 17      | Jim Duggan          | 19           | Virgil                    | 20:45   |
| 18      | Irwin R. Schyster   | 23           | Roddy Piper               | 27:01   |
| 19      | Jimmy Snuka         | 14           | The Undertaker            | 2:27    |
| 20      | The Undertaker      | 17           | Hulk Hogan                | 13:51   |
| 21      | Randy Savage        | 27           | Sid Justice et Ric Flair  | 22:26   |
| 22      | The Berzerker       | 18           | Hulk Hogan                | 9:00    |
| 23      | Virgil              | 20           | Jim Duggan                | 7:29    |
| 24      | Col. Mustafa        | 16           | Randy Savage              | 2:36    |
| 25      | Rick Martel         | 25           | Sid Justice               | 12:39   |
| 26      | Hulk Hogan          | 28           | Sid Justice               | 11:29   |
| 27      | Skinner             | 21           | Rick Martel               | 2:13    |
| 28      | Sgt. Slaughter      | 22           | Sid Justice               | 4:37    |
| 29      | Sid Justice         | 29           | Ric Flair et Hulk Hogan   | 5:55    |
| 30      | The Warlord         | 24           | Hulk Hogan et Sid Justice | 1:43    |

- Sid Justice est celui qui a éliminé le plus de catcheurs : 6
- C'était la première fois que le WWF Championship (ou n'importe quel autre championnat) était mis en jeu dans le Royal Rumble. Le titre était vacant en décembre 1991 après la fin controversée dans le match Hulk Hogan vs. The Undertaker au PPV Tuesday in Texas.
- Ric Flair est celui qui est resté le plus longtemps dans le ring avec 59 minutes et 26 secondes. Il a battu le record de Ted Dibiase en 1990 de 44 minutes et 47 secondes.
- Hercules est celui qui est resté le moins longtemps dans le ring avec 56 secondes.
- Ric Flair est celui qui a remporté le 5e Royal Rumble. Il est devenu le WWF Champion grâce à cette victoire.